# Pawieł Lach
Pawieł Siarhiejewicz Lach (biał. Павел Сяргеевіч Лях; ur. 6 lipca 1992 w Grodnie) – białoruski zapaśnik walczący w stylu klasycznym. Dziewiąty na mistrzostwach świata w 2016 i 2019 roku. 
Wicemistrz Europy w 2017. Ósmy na igrzyskach europejskich w 2015 i 2019. Akademicki mistrz świata z 2016. Ósmy w indywidualnym Pucharze Świata w 2020. Piąty w Pucharze Świata w 2016, a ósmy w 2017 roku.